# Mímir

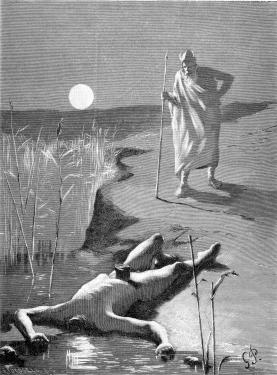
Odín encuentra el cuerpo de Mímir decapitado.

Mímir o Mim es un gigante mitológico escandinavo. Guardián de las fuentes de la sabiduría, ubicadas en las raíces de Yggdrasil. En su momento negó a Odín beber de dichas fuentes. Odín tuvo que negociar y ofrecerle uno de sus ojos.
Es uno de los dioses fundamentales en la mitología nórdica cuya cabeza fue amputada y mandada a Odín durante la guerra entre los Æsir y los Vanir. Era reconocido por su conocimiento y sabiduría. Odín viajó a la tierra de los gigantes (Jötunheim) para adquirir la sabiduría y el conocimiento omnisciente de Mímir.
El conocimiento fue obtenido al beber del pozo mágico de Mímir, pero como precio por beber de él, Odín fue forzado a sacarse uno de sus ojos. Tras ello volvió a Asgard con la cabeza de Mímir para consultas oraculares de acuerdo a algunas historias. Mímir fue también el consejero de Hœnir después de que se convirtiera en el soberano de los Vanir.